# Hendrik Herman Geradts
Hendrik Herman Geradts (Roermond, 15 december 1798 - Sint Odiliënberg, 22 juni 1886) was een Nederlands rechtsgeleerde, die korte tijd lid was van de Tweede Kamer der Staten-Generaal.
Hendrik Herman Geradts was een zoon van de koopman en bestuurder Jacobus Petrus Geradts en Maria Ludovca Haex. Hij studeerde rechten aan de Universiteit van Luik en vestigde zich eerst als procureur, en later als advocaat, in Roermond in 1819. In 1831 werd hij rechter bij de rechtbank van eerste aanleg en in 1838 bij de arrondissementsrechtbank, waar hij vanaf 1841 president van was. In 1841 werd hij gepromoveerd tot vicepresident van het Provinciaal Gerechtshof, tot hij het uiteindelijk in 1853 tot raadsheer bij de Hoge Raad der Nederlanden wist te schoppen.
Vanaf 1836 was Geradts al lid van de stedelijke raad van Roermond. In 1848, voor de grondwetsherziening, werd hij lid van de Tweede Kamer. Daar voerde hij het woord bij de algemene beschouwingen over de Grondwetsherziening in eerste lezing, en hield hij een uitgebreid pleidooi over het behoud van de band van Limburg met Nederland (die destijds niet vanzelfsprekend was). Hij stelde zich als gematigd liberaal op, en stemde uiteindelijk in 1848 voor alle wetsvoorstellen tot grondwetsherziening. In februari 1849 verliet hij de Kamer weer.
Geradts trouwde in 1834 met Carolina Maria Charlotte Cornelia de Leissègues, met wie hij een zoon en dochter kreeg.